# Jeanvoinea borneensis
Jeanvoinea borneensis är en skalbaggsart som beskrevs av Stefan von Breuning 1961. Jeanvoinea borneensis ingår i släktet Jeanvoinea och familjen långhorningar. Inga underarter finns listade i Catalogue of Life.